# Zyklon–B

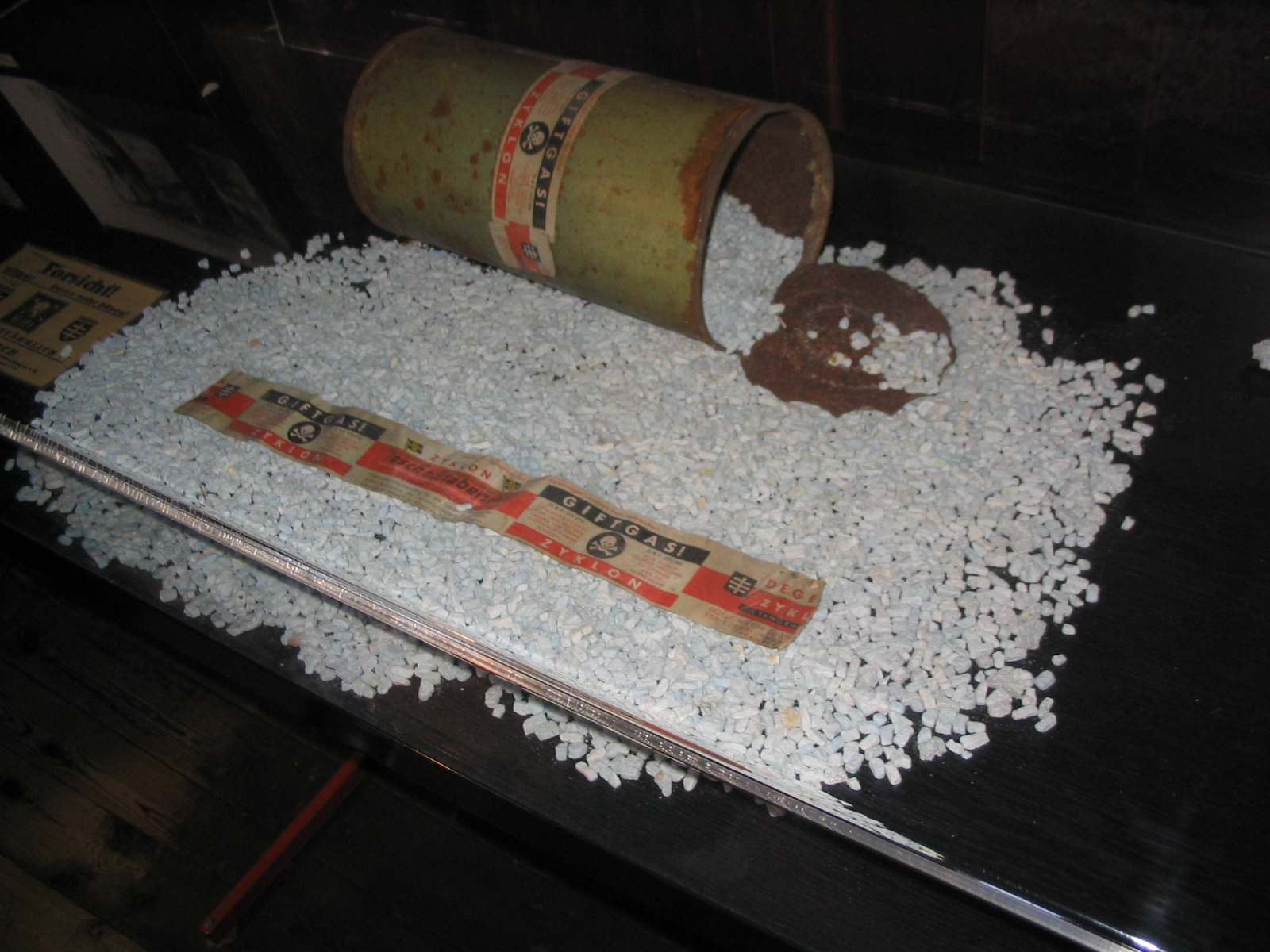
Felbontott Zyklon–B-s doboz és a hidrogén-cianidot tartalmazó pelletek.

A Zyklon–B (néha Zyklon B alakban) egy rovarölő készítmény, amely kétes hírnevét annak köszönheti, hogy a második világháború idején a Harmadik Birodalom által üzemeltetett koncentrációs táborokban az emberek meggyilkolására használt gázkamrákban alkalmazták.
A Zyklon–B rovarölő készítmény légmentesen leforrasztott dobozban tárolt szilárd hordozóanyagban elnyeletett hidrogén-cianidot tartalmaz. Ez a doboz felnyitása után 26–28 ℃ hőmérsékleten gáz formájában szabadul fel, amely a hideg- és melegvérű állatok, illetve az ember sejtlégzését károsítva halálos mérgezést okoz.

## Leírása, használata

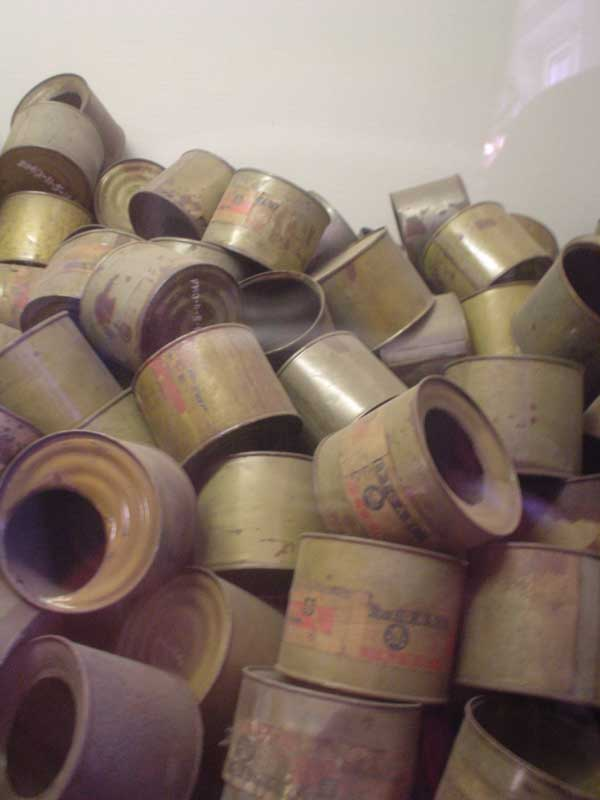
Elhasznált Zyklon–B dobozok Auschwitzban

A Zyklon–B készítmény légmentesen leforrasztott fémdobozban tárolt farostból, kovaföldből vagy más porózus anyagból készült korongokban, pasztillákban vagy pelletben elnyeletett hidrogén-cianid. Biztonsági okokból tartalmaz egy erős szagú, ingerlő hatású komponenst is, hogy a felhasználóját figyelmeztesse, ha a méreggel érintkezésbe került. Ez a komponens egyben a rovarok légzési folyamatát is stimulálja, ezzel fokozva a szer mérgező hatását.
A Zyklon–B hatóanyaga, a hidrogén-cianid szobahőmérsékleten rendkívül illékony folyadék, forráspontja 26 ℃. Színtelen, keserűmandula illatú, gőze belélegezve vagy a bőrrel érintkezve nagyon mérgező, ember esetén 1 kg testsúlyra vetítve 1 mg már halált okoz. A levegővel elegyedve 75 g/m³ koncentráció fölött robbanásveszélyes, rovarirtásra való felhasználásakor legfeljebb 8–10 g/m³ töménységben használják. Meggyújtva lassan elég, mérgező hatását elveszíti.
A hidrogén-cianid a hozzáadott irritáló adalékkal együtt a doboz felnyitása után párolgás útján szabadul fel a szilárd hordozóanyagból. Bontatlan dobozban a szer a hozzá mellékelt használati útmutató szerint három hónapig tárolható, felbontása után az egész tartalmát fel kell használni. A készítményt elégetéssel lehet ártalmatlanná tenni.
A Zyklon–B négyféle kiszerelésben: 200 g-os, 500 g-os, 1 kg-os és 1,5 kg-os töltő tömeggel került forgalomba.

### Mérgező hatása
A hidrogén-cianid mérgező hatását a sejtlégzés károsításával fejti ki, mégpedig a citokróm-c mitokondriális enzim bénításával. Emiatt, habár a vér elegendő oxigént tartalmaz, a sejtek ezt képtelenek felhasználni (cytotoxikus hypoxia), a halál pár percen belül fulladás miatt áll be. Erősen ingerli a légzőközpontot (az oxigén-tenzió csökkenése által), így a légzés a mérgezés elején fokozódik. A cianidok az oxigénhiányra legérzékenyebb szerveket támadják meg először, így a központi idegrendszert és a szívet. Kis koncentrációban a cián-hidrogén (HCN) és a kálium-cianid (KCN) nem mérgező, mert a szervezetben jelen levő rodanáz enzim kén jelenlétében ártalmatlan tiocianáttá alakítja őket. Így, ha időben észlelik, a ciánmérgezés egyik terápiája kén (tioszulfát), valamint nátrium-nitrit parenterális adása. Ez utóbbi anyaggal a vér hemoglobinjából methemoglobint képeznek, amelyhez a cianid affinitása nagyobb, mint a citokróm-oxidázhoz, így mintegy elvonják a mérget a célmolekulától.

## Története
A hidrogén-cianidot a 18. század végén fedezték fel, a 19. század vége felé kezdték használni silók, tehervagonok, hajók, malmok fertőtlenítésére, kártevőmentesítésére.
Németországban a Degesch (Deutsche Gesellschaft für Schädlingsbekämpfung mbH) államilag ellenőrzött konzorcium 1919-ben fejlesztett ki egy hidrogén-cianid alapú rovarölő készítményt. Ez a hidrogén-cianidnál kevésbé illékony cseppfolyós ciánvegyületet, metil-cianoformátot tartalmazott, ami hő és nedvesség hatására hidrogén-cianid gázt fejlesztett. A készítmény megalkotásában a Nobel-díjas Fritz Haber zsidó származású német kémikus is részt vett, aki fontos szerepet játszott az első világháborúban a német gázfegyverek létrehozásában is, majd később Adolf Hitler hatalomra kerülése után származása miatt távozni kényszerült hazájából. A szert Zyklon márkanévvel forgalmazták. Mivel az első világháborúban ugyanilyen elven működő gázfegyvert is használtak, a szert a győztes hatalmak hamarosan betiltották.
1922-ben a Degussa (Deutsche Gold- und Silber-Scheideanstalt) lett a Degesch tulajdonosa. Walter Heerdt, Bruno Tesch és mások ekkor fejlesztették ki a hidrogén-cianid tárolásának azt a módját, hogy azt porózus, szilárd hordozóanyagban elnyeletve, egy irritáló ágens hozzáadásával légmentesen leforrasztott fémdobozokba töltötték. Az új készítmény neve szintén Zyklon volt, de a régi terméktől való megkülönböztetés végett Zyklon–B-nek nevezték.
A második világháború kitöréséig a legtöbb Zyklon–B készítményt Amerikában, főleg az Amerikai Egyesült Államokban adták el, ahol licenc alapján gyártották a szert. Az amerikai hatóságok vasúti kocsik fertőtlenítésére, mexikói bevándorlók ruházatának kezelésére, Németországban ruházat, vonatok, raktárak, hajók féregmentesítésére alkalmazták a készítményt.
A Degesch a háború után újra gyártani kezdte a Zyklon–B-t, 1974-től már Cyanosil néven. Hasonló készítményt Csehországban Uragan D2 néven ma is gyártanak.

## A Zyklon–B és a holokauszt

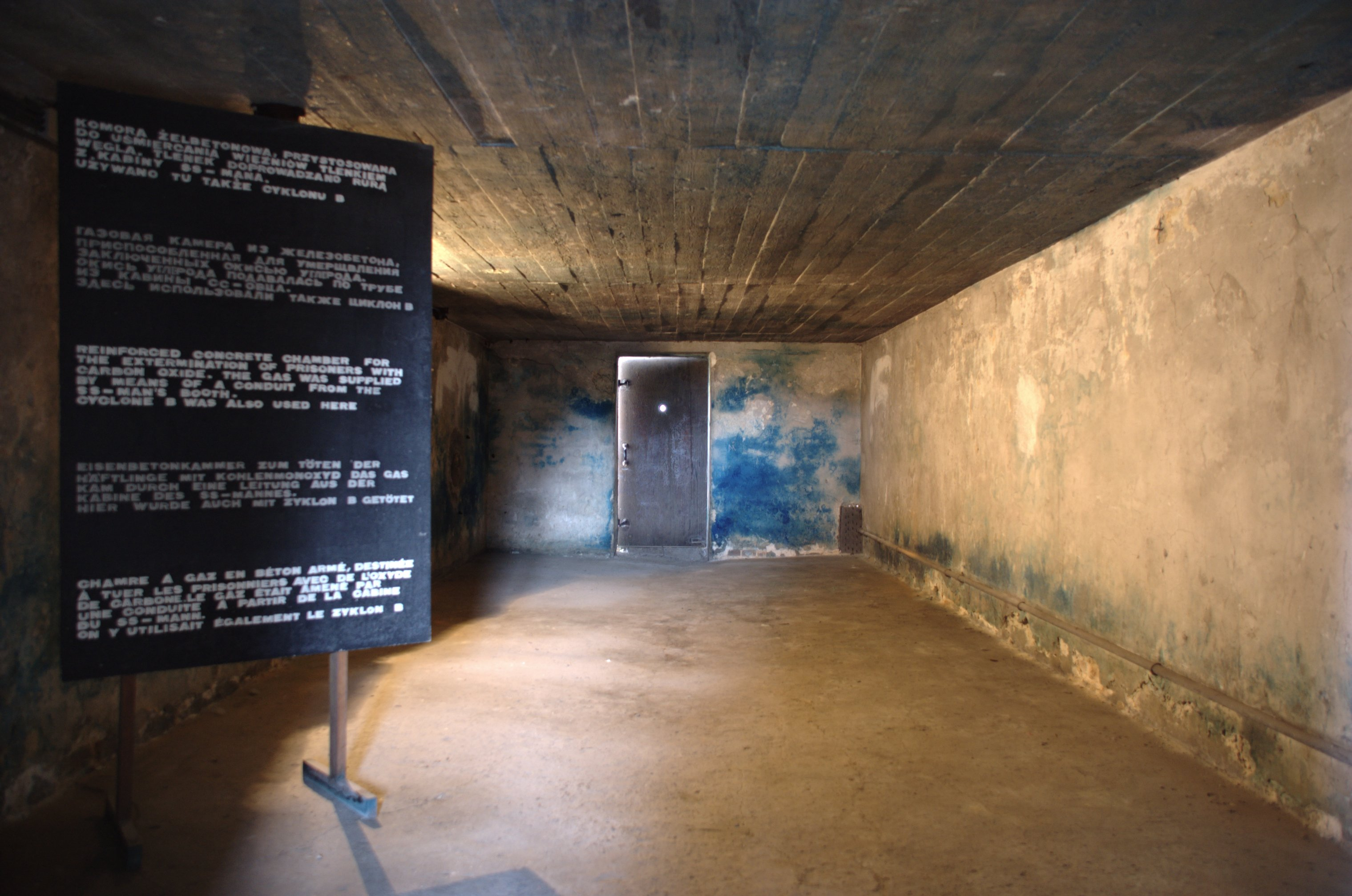
Majdaneki gázkamra napjainkban

A náci Németország koncentrációs táboraiban a Zyklon–B készítményt nagy mennyiségben használták a betegségeket terjesztő tetvek ellen, ugyanakkor a megsemmisítő táborok gázkamráiban emberek tömeges elpusztítására is alkalmazták. Az auschwitzi koncentrációs táborban, a majdaneki koncentrációs táborban és másutt a Zyklon–B körülbelül egymillió ember életét oltotta ki. Az áldozatok többsége zsidó származása miatt deportált személy volt, és Auschwitzban lelte halálát.
Auschwitzban 1940. júliusában használtak először Zyklon–B készítményt, ekkor barakkokat fertőtlenítettek vele. Emberek elgázosítására elsőként 1941. decemberében, a 11-es blokk alagsorában került sor, ahol 250 gyógyíthatatlannak minősített beteget és 600 szovjet hadifoglyot végeztek ki Zyklon–B-vel. Később, 1942. januárjától májusig az I.-es krematórium (Krema I.) hullatárolóját használták gázkamra céljára. Ezután az épülőfélben lévő Auschwitz II.–Birkenau táborába helyezték át az elgázosításokat. Itt az első gázkamra 1942. márciusától a „vörös ház” (Bunker I.) nevű e célra átépített házikóban volt, később a „fehér ház” (Bunker II.) nevű kis épületet is gázkamrává alakították. E két építményt 1943. elejéig használták tömegpusztításra.
Auschwitz II.–Birkenau első két krematóriuma, Krema II. és Krema III. eredetileg nem foglalt magába emberek elpusztítására szolgáló gázkamrát, ezeket később, 1943. elején alakították ki a hullatároló helyiségekből. A további két krematórium, Krema IV. és Krema V. már eleve gázkamrával együtt épült meg. A gázkamrák tetején négy szeleppel ellátott, kéményszerű nyílás volt, elgázosításkor gázálarcot viselő SS-emberek ezeken keresztül szórták le az addig légmentesen lezárt pléhdobozokban tárolt Zyklon–B szemcséket, amelyekből a teremben összezsúfolt emberek testhőjétől felmelegített levegőben a gyilkos hidrogén-cianid gáz felszabadult. A holttesteket a foglyok közül verbuvált különleges munkacsapat, a Sonderkommando szállította a hamvasztókemencékhez. A kivégzések 1944  őszéig tartottak, ezután a gázkamrákat a krematóriumokkal együtt lerombolták.